# Arslantaş, Tomarza
Arslantaş là một xã thuộc huyện Tomarza, tỉnh Kayseri, Thổ Nhĩ Kỳ. Dân số thời điểm năm 2008 là 388 người.